# C/2015 V2 (Джонсона)
C/2015 V2 (Johnson) — одна з довгоперіодичних гіперболічних комет, яка була відкрита 3.5 UT листопада 2015 року; блиск на час відкриття становив 17.1m. Комета відкрита на CCD зображенні за допомогою 0.68-м телескопа Шмідта у рамках Каталінського огляду неба. J. A. Johnson так описує відкриття:
|  | Я виконав такі виміри цього об'єкта, коли він був нововідкритим. Просумувавши 12 нефільтрованих експозицій, 120 секунд кожна, отримані 4 листопада 2015 з H06 (мережа iTelescope — Нью-Мексико) через 0.43-м f/6.8 астрограф + CCD + f/4.5 фокальний редуктор, виявилося, що цей об'єкт є кометою — компактна кома майже 10 кутових секунд у діаметрі подовжена на позиційному куті PA 230 |